# Pauca meæ

Pauca meæ est le livre IV du recueil de poèmes Les Contemplations,, écrit par Victor Hugo, publié en 1856.
Pauca meæ signifie « Quelques vers pour ma fille » ou « Le peu de ce qu'il reste de ma fille », c'est un livre entièrement consacré à la mort tragique de Léopoldine.
Ce livre est connu pour contenir l'un des poèmes les plus célèbres de la poésie française : Demain dès l'aube.
Pure innocence ! Vertu sainte ! ; 15 février 1843 - 4 septembre 1843 ; Trois ans après ; Oh ! je fus comme fou... ; Elle avait pris ce pli... ; Quand nous habitions tous ensemble ; Elle était pâle, et pourtant rose ; À qui donc sommes-nous ?... ; Ô souvenirs ! printemps ! aurore ! ; Pendant que le marin... ; On vit, on parle... ; À quoi songeaient les deux cavaliers dans la forêt ; Veni, vidi, vixi ; Demain, dès l'aube... ; À Villequier ; Mors ; Charles Vacquerie.

## Analyse du titre
Le titre de cette section est écrit en latin. Il fait référence à Virgile, dans ses Bucoliques, qui commence sa dixième et dernière églogue par : "Pauca meo Gallo [...] carmina sunt dicenda", ce qui signifie "Que mon cher Gallus ait de moi peu de vers". Le poète latin s'adresse à la nymphe Aréthuse et lui demande son soutien pour chanter les amours de Gallus. L'extrait cité est donc la demande directe faite à cette nymphe. Il faut comprendre l'expression "peu de vers" comme étant une part d'humilité de la part du poète, demandant au moins ce petit honneur pour Gallus, son ami poète. Cette dixième églogue est, en réalité, un véritable hommage à cet ami poète qui, lui, saurait reconnaitre le talent de Virgile. On peut ainsi dire que Virgile fait son propre éloge à cet instant.
Victor Hugo choisit donc de réduire l'expression à "Pauca meæ", dans laquelle il faut sous-entendre "carmina" (vers) et "filiae" (fille). On peut donc traduire ce titre ainsi : "Peu de vers pour ma chère fille".

## Composition
Pauca meæ est composé de dix-sept poèmes. Il est à noter que certaines éditions comptent au nombre de dix-huit les poèmes de cette section, dissociant "15 février 1843" et "4 septembre 1843", ce dernier poème étant composé d'une ligne de pointillés qui représente l'impossibilité du poète, face à sa douleur, à écrire ce jour, date même du décès de sa fille Léopoldine . Dans le dernier poème, Victor Hugo rend hommage au dévouement de son gendre, Charles Vacquerie, qui, ne parvenant pas à sauver sa femme de la noyade, décide de mourir avec elle.
- Poème I « Pure innocence ! Vertu sainte ! »
- Poème II « 15 février 1843 - 4 septembre 1843 »
- Poème III « Trois ans après »
- Poème IV « Oh ! je fus comme fou... »
- Poème V « Elle avait pris ce pli... »
- Poème VI « Quand nous habitions tous ensemble... »
- Poème VII « Elle était pâle, et pourtant rose »
- Poème VIII « À qui donc sommes-nous ?... »
- Poème IX « Ô souvenirs ! printemps ! aurore ! »
- Poème X « Pendant que le marin... »
- Poème XI « On vit, on parle... »
- Poème XII « À quoi songeaient les deux cavaliers dans la forêt »
- Poème XIII « Veni, vidi, vixi »
- Poème XIV « Demain, dès l'aube... »
- Poème XV « À Villequier »
- Poème XVI « Mors »
- Poème XVII « Charles Vacquerie »

Pauca meae est une construction nouvelle qui commence par l’évocation de souvenirs delicieux de l’enfance de Léopoldine, se poursuit par l’abattement devant la mort et se termine par une consolation religieuse avec les figures positives qui achèvent les derniers poèmes de la partie : Mors (« Tout était à ses pieds deuil, épouvante et nuit. / Derrière elle, le front baigné de douces flammes, / Un ange souriant portait la gerbe d’âmes ») et Charles Vacquerie (« Dans l’éternel baiser de deux âmes que Dieu / Tout à coup change en deux étoiles ! »).